# Hütscheroda

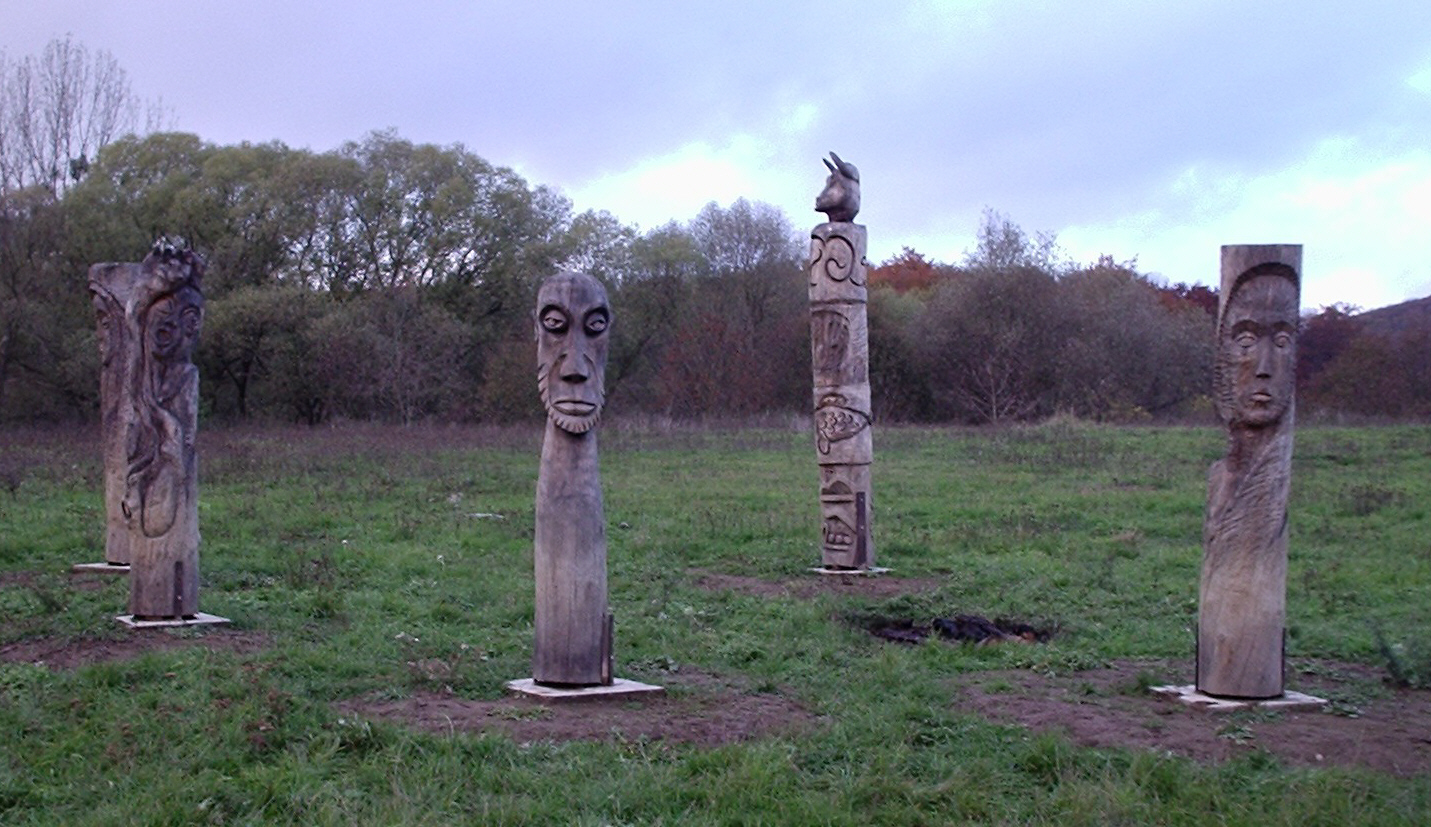
Skulpturenwanderweg und Kunstprojekt (2003)

Hütscheroda ist Ortsteil von Hörselberg-Hainich im Wartburgkreis direkt am Nationalpark Hainich in Thüringen.

## Lage
Der Ortsteil Hütscheroda befindet sich etwa drei Kilometer westlich vom Hauptort Behringen und ist über die Bundesstraße 84 und Kreisstraße 1 A, Abzweig Hütscheroda zu erreichen.

## Geschichte

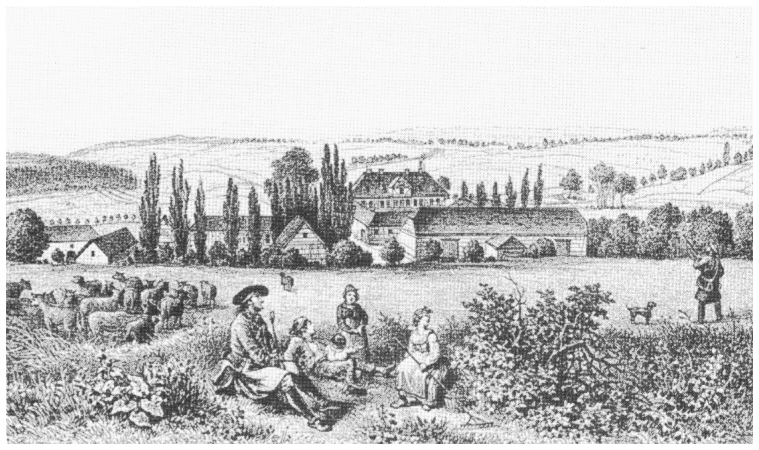
Rittergut Hütscheroda (um 1860)

Erstmals erwähnt wurde Hütscheroda als Udisrod 1239. Der Ort zählt mit Bolleroda, Berteroda, Bischofroda, Hötzelsroda und anderen zu einer Gruppe von Rodungssiedlungen, die im Zuge des Landesausbaues am Süd- und Westrand des Hainich angelegt wurden.
Ab 1325 ist etwa zwei Kilometer nördlich von Hütscheroda der Ort Heßwinkel als Siedlungsplatz belegbar. Weitere Kleinsiedlungen lagen westlich und nördlich in der Flur. Ein historischer Grenzstein (Wangenheimer Grenzstein) mit Sächsischem Wappen markiert am Weg nach Heßwinkel den östlichsten Grenzpunkt des landgräflichen Amtes Creuzburg. Im 17. Jahrhundert verlief hier die Grenze zwischen dem Herzogtum Sachsen-Eisenach und dem Herzogtum Sachsen-Gotha, zu dem auch Hütscheroda gehörte.
Schon 1412 gelangte Hütscheroda in engere Bindung zum Nachbarort Behringen, dort befand sich sowohl die Pfarrkirche als auch der Gerichtsort.

### Rittergut Hütscheroda
Um 1527 wurden die Herren von Wangenheim Besitzer des Hofgutes Hütscheroda.  Sie waren die bedeutendsten Grundbesitzer in diesem Teil des Herzogtums. 1680 wurde ein Herrenhaus, das dem Dorf sein Gesicht gibt, auf dem Gewölbe einer Schäferei aus dem 13. Jahrhundert errichtet. Zu dem Gehöft gehörten 2200 Morgen Wiesen und Ländereien.

### Truppenübungsplatz
Bereits vor dem Beginn des Zweiten Weltkrieges verkaufte der in Eisenach und im Nachbarort Berka vor dem Hainich ansässige Rittergutsbesitzer und Eisenacher Mäzen  Eichel-Streiber ein etwa 300 Hektar großes Flurstück an der Grenze zu Hütscheroda für den Aufbau eines Truppenübungsplatzes am Künkel. Das Militärgelände diente zunächst als Erprobungs- und Schießplatz für in Eisenach gefertigte Artilleriegeschütze. Nach dem Krieg wurde der Schießplatz  Kindel  von der Gruppe der Sowjetischen Streitkräfte in Deutschland als Panzerschießplatz weiter ausgebaut und genutzt. Bereits 1946 wurde der letzte Gutsherr, Major a. D. Werner Freiherr von Wangenheim (ehemaliger Afrikakämpfer unter Paul von Lettow-Vorbeck und 1920 bei den Kämpfen um Erfurt und Gotha Führer des Freiwilligen-Regiments „von Wangenheim“, auch bekannt als O.E. bzw. Ordnungshülfe Erfurt), von seinem Besitz vertrieben, er verstarb später in Gotha.

### Neubauernsiedlung Hütscheroda
Während der Zeit des Sozialismus wurde das Gutsgebäude durch die damalige LPG genutzt und beherbergte eine Poststelle, eine Konsumverkaufsstelle und zeitweise eine Gaststätte. Am Südrand des Gutes entstanden weitere Siedlungshäuser für die Familien der Neubauern, welche nach der Bodenreform hier ansässig wurden. Infolge der Nähe zum Schießplatz Kindel waren die Lebensbedingungen hart, bis dicht an die Wohnhäuser reichte das militärische Sperrgebiet.

### Nach der Wiedervereinigung

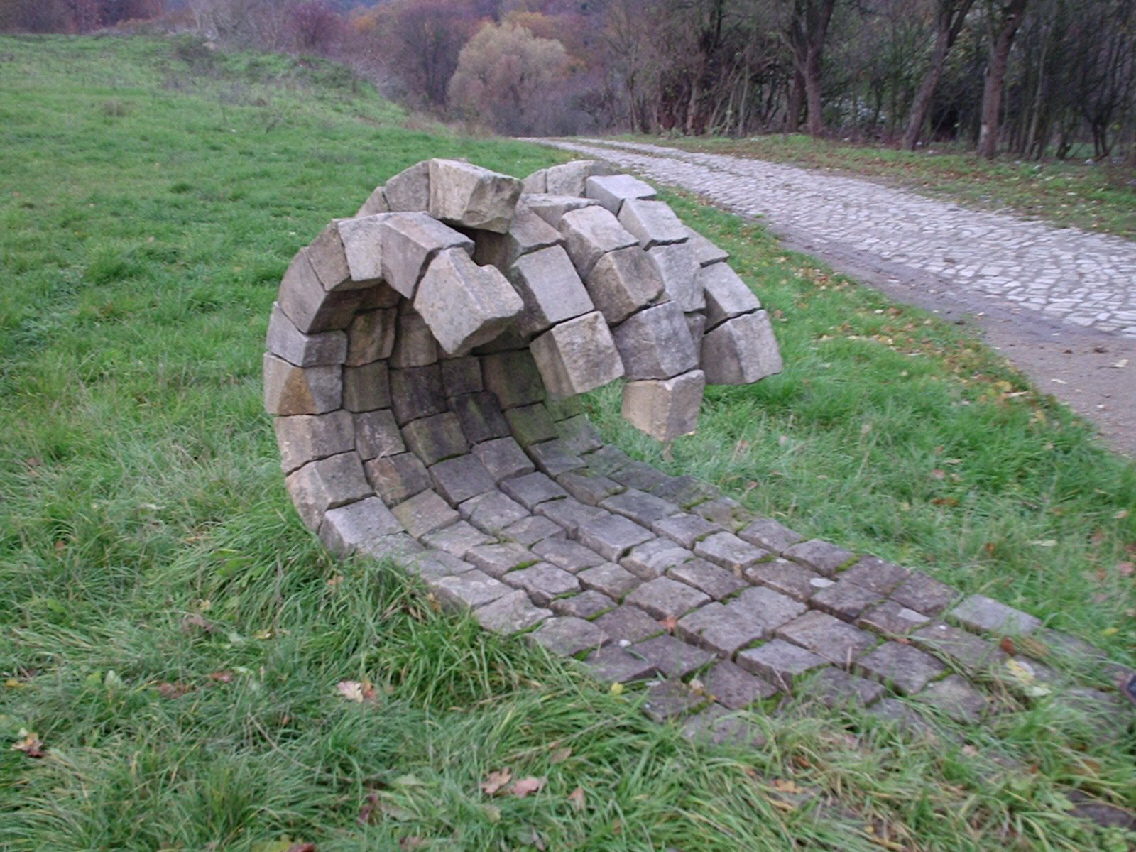
Denkmal für das Dorf Heßwinkel (2003)

1991 wurde das Hauptgebäude des ehemaligen Rittergutes und der LPG von einer Firma übernommen und zum Hotel und Tagungsort umgebaut. Der neue Eigentümer war Mitinitiator des Kunstprojektes Hütscheroda, seit 1997 wird der Skulpturenwanderweg von Hütscheroda nach Behringen durch neu geschaffene Objekte erweitert. Seit 2008 ist Hütscheroda Ausgangspunkt für Nationalparkwanderungen über den neuen Wanderparkplatz Wildkatzenpfad und trägt die Bezeichnung Wildkatzendorf. Errichtet wurde 2012 das Wildkatzendorf Hütscheroda, ein Wildkatzen-Schaugehege mit Informationszentrum „Wildkatzenscheune“.
Behringen schloss sich mit seinem Ortsteil Hütscheroda am 1. Dezember 2007 mit der Gemeinde Hörselberg zur neuen Gemeinde Hörselberg-Hainich zusammen.

### Heßwinkel
Für die elf Familien, die ab 1945 am Vorwerk Heßwinkel ⊙ eine Neubausiedlung errichteten, wurde die neue Heimat rasch zum Alptraum. Die abgeschiedene Lage, fehlende Arbeitsmöglichkeiten und die schlechte Versorgung der Familien führten 1976 zur Aufgabe dieser Kleinsiedlung, die zeitweise 50 Bewohner hatte. Heute befinden sich am Platz der Wüstung eine Hinweistafel und Teile des Behringer Skulpturenwanderweges.